# Aganocrossus urostigma
Aganocrossus urostigma är en skalbaggsart som beskrevs av Edgar von Harold 1862. Aganocrossus urostigma ingår i släktet Aganocrossus och familjen Aphodiidae. Inga underarter finns listade i Catalogue of Life.